# ソコーリニチェスカヤ線
ソコーリニチェスカヤ線（ソコーリニチェスカヤせん、ロシア語: Соко́льническая ли́ния）は、モスクワ地下鉄の路線の一つ。1935年にモスクワ地下鉄1号線として開通し（1990年まではキーロフスコ・フルンゼンスカヤ線（Кировско-Фрунзенская）と呼ばれていた）、現在は南西のサラルィエヴォ駅と北東のブリバール・ロコソーフスカヴァ駅を結ぶ。総延長距離は44.1km、26の駅がある。クラースナヤ・リーニヤ（Красная линия（赤い線））としても知られている。

## 駅
- ブリバール・ロコソーフスカヴァ駅（Бульвар Рокоссовского）
- チェルキゾフスカヤ駅（Черкизовская）
- プレオブラジェンスカヤ・プローシャチ駅（Преображенская площадь）
- ソコリニキ駅（Сокольники）
- クラスノセリスカヤ駅（Красносельская）
- コムソモーリスカヤ駅（Комсомольская）
- クラースヌィエ・ヴォロータ駅（Красные ворота）
- チースティエ・プルーディ駅（Чистые пруды）
- ルビャンカ駅（Лубянка）
- オホートヌイ・リャート駅（Охотный ряд）
- ビブリオチェーカ・イーミニ・レーニナ駅（Библиотека имени Ленина）
- クロポトキンスカヤ駅（Кропоткинская）
- パールク・クリトゥールイ駅（Парк культуры）
- フルンゼンスカヤ駅（Фрунзенская）
- スポルチーヴナヤ駅（Спортивная）
- ヴォロビヨーヴイ・ゴールィ駅（Воробьёвы горы）
- ウニヴェルシチェート駅（Университет）
- プロスペクト・ヴェルナーツコヴォ駅（Проспект Вернадского）
- ユーゴ＝ザーパドナヤ駅（Юго-Западная）
- トロパリョヴォ駅（Тропарёво）
- ルミャンツェヴォ駅（Румянцево）
- サラルィエヴォ駅（Саларьево）
- フィラトフ・ルグ駅（Филатов Луг）
- プロクシノ駅（Прокшино）
- オリホヴァヤ駅（Ольховая）
- コムナルカ駅（Коммунарка）

## 乗換
| 乗換駅                                 |  | 接続路線                                   | 接続駅                           |
| -------------------------------------- |  | ------------------------------------------ | -------------------------------- |
| コムソモーリスカヤ駅                   |  | 環状線                                     | コムソモーリスカヤ駅             |
| チースティエ・プルーディ駅             |  | カルーシュスコ＝リーシュスカヤ線           | トゥルゲーネフスカヤ駅           |
| チースティエ・プルーディ駅             |  | リュビリーンスコ＝ドミトロフスカヤ線       | スレチェンスキー・ブリヴァル駅   |
| ルビャンカ駅                           |  | タガーンスコ＝クラスノプレースネンスカヤ線 | クズネツキー・モスト駅           |
| オホートヌイ・リャート駅               |  | ザモスクヴォレーツカヤ線                   | チェアトラーリナヤ駅             |
| オホートヌイ・リャート駅               |  | アルバーツコ＝ポクローフスカヤ線           | プローシャチ・レヴォリューツィ駅 |
| ビブリオチェーカ・イーミニ・レーニナ駅 |  | アルバーツコ＝ポクローフスカヤ線           | アルバーツカヤ駅                 |
| ビブリオチェーカ・イーミニ・レーニナ駅 |  | フィリョーフスカヤ線                       | アレクサンドロフスキー・サッド駅 |
| ビブリオチェーカ・イーミニ・レーニナ駅 |  | セルプホーフスコ＝チミリャーゼフスカヤ線   | ボロヴィツカヤ駅                 |
| パルク・クリトゥールイ駅               |  | 環状線                                     | パルク・クリトゥールイ駅         |